# Věra Konstantinovna Romanovová
Věra Konstantinovna Romanovová (16. únor 1854, Sankt Petersburg, Ruská říše – 11. dubna 1912, Stuttgart, Německo) byla ruská velkokněžna a adoptivní dcera württemberského krále Karla I. a jeho manželky, královny Olgy Nikolajevny, jejíž byla neteří.

## Biografie

### Původ, mládí

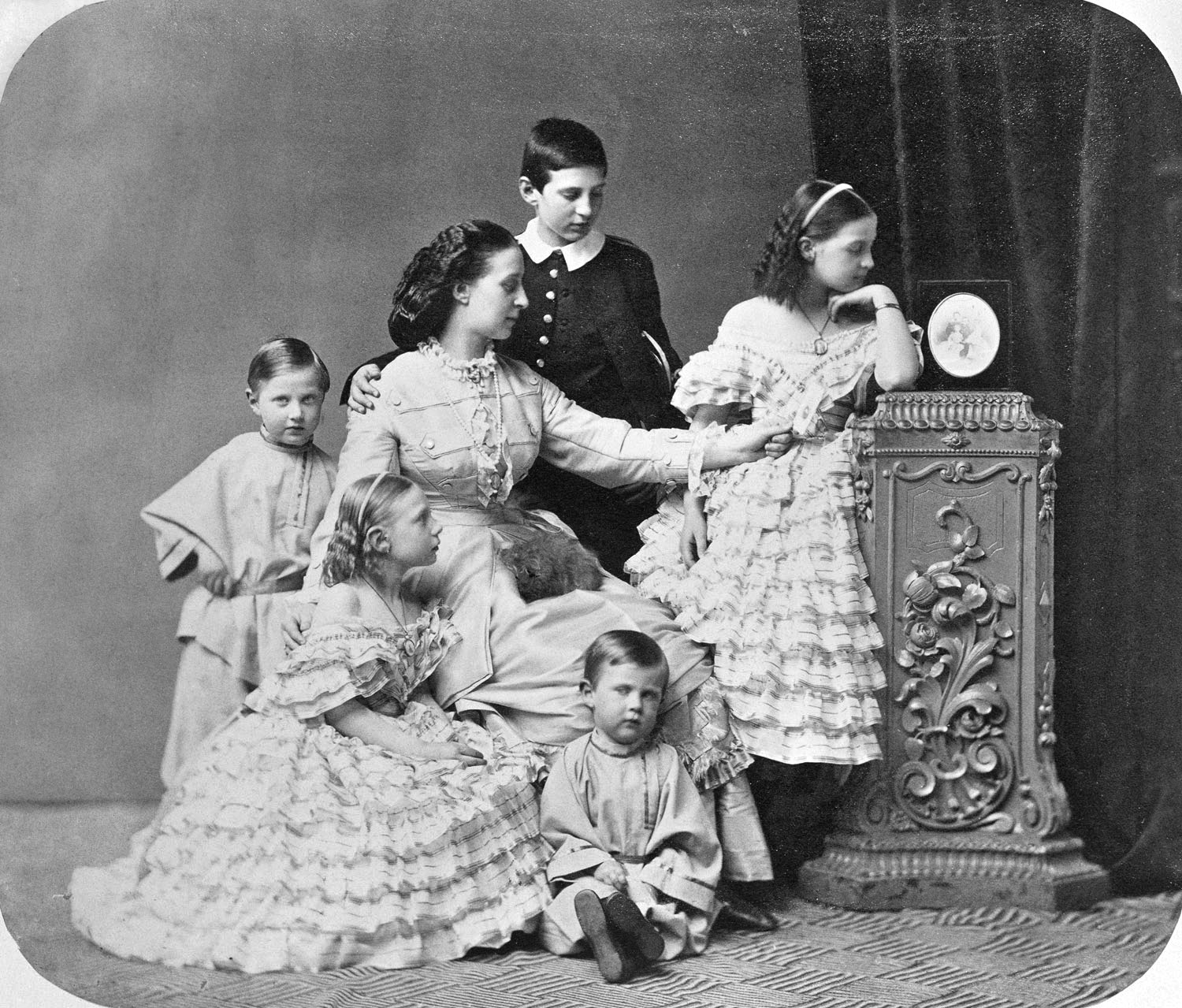
Velkokněžna Věra Konstantinovna (sedící vlevo) se svou matkou a sourozenci

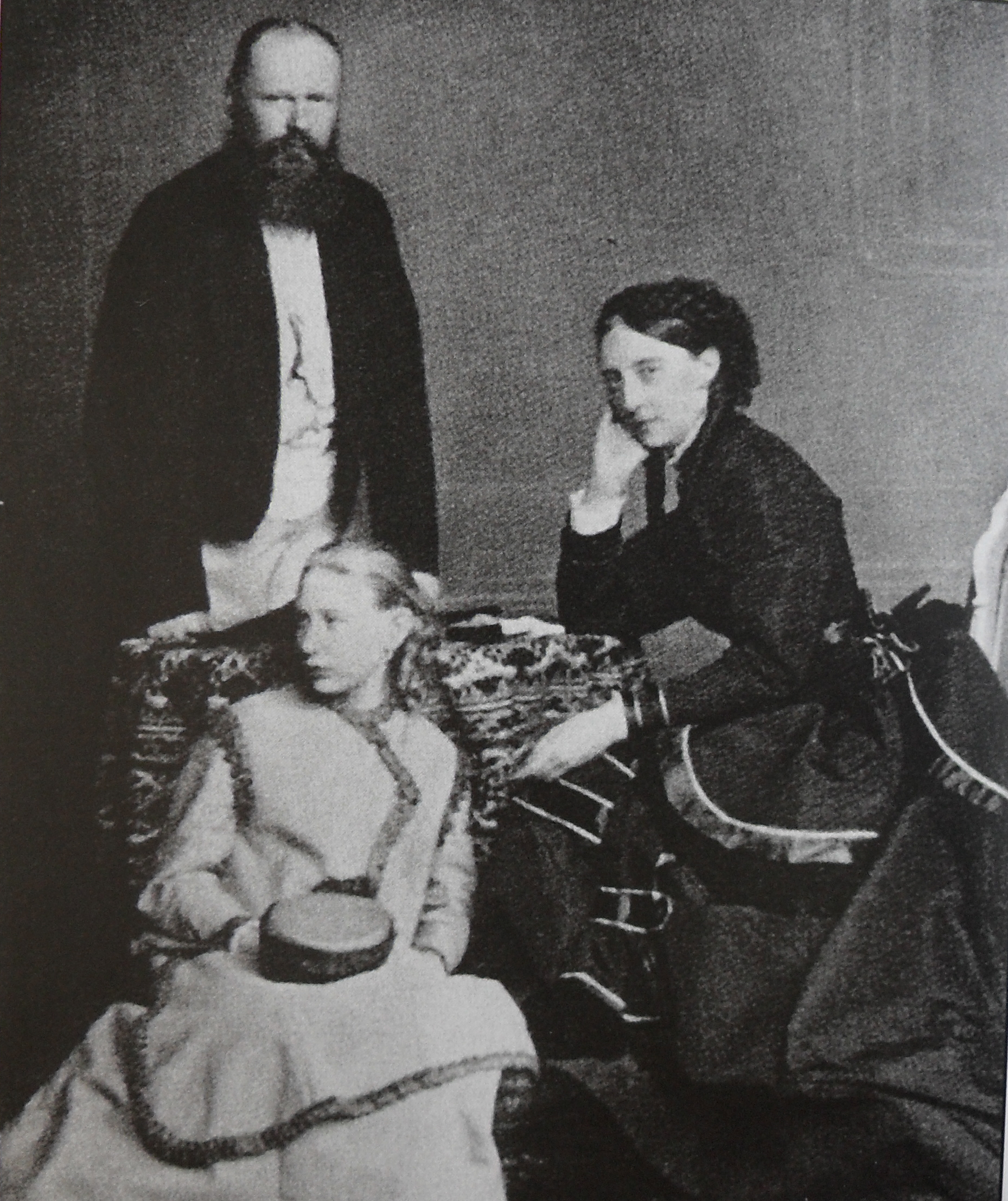
Věra Konstantinovna se svými adoptivními rodiči – svou tetou Olgou Nikolajevnou a králem Karlem I.

Narodila se jako třetí dítě/druhá dcera dcera velkoknížete Konstantina Nikolajeviče, mladšího bratra ruského cara Mikuláše I., a jeho manželky velkokněžny Alexandry Josifovny, rozené princezny von Sachsen-Altenburg. První léta života strávila se svými rodiči v Petrohradu, od roku 1861, kdy byl její otec jmenován vicekrálem Polska, rodina přesídlila do Varšavy. Od dětství byl zjevná její svéhlavá a agresivní povaha a osobnost narušovaná ataky násilí. Rodiče bezradní nad nezvládnutelným dítětem svěřili v prosinci roku 1863, ve věku devíti let, její výchovu sestře Konstantina Nikolajeviče, württemberské královně Olze Nikolajevně, což umožnilo zatajit její stav před ruským panovnickým dvorem. Bezdětný královský pár si dívku velmi oblíbil a roku 1891 ji adoptoval.

### Manželství, potomci

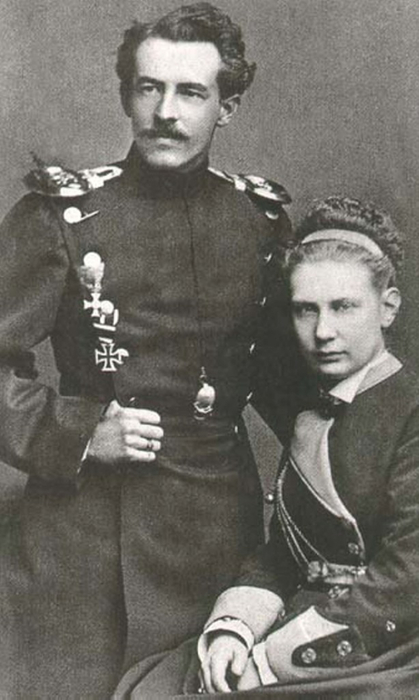
Věra Konstantinovna se svým manželem

8. května roku 1874 se ve Stuttgartu provdala za Evžena Württemberského (1846–1877), příbuzného jejího adoptivního otce, syna vévody Evžena Viléma Württemberského (1820–1875) a jeho manželky Matyldy von Schaumburg-Lippe (1818–1891), příslušníka slezské větve rodu. Její adoptivní rodiče záměrně sjednali tento sňatek, aby dívka nemusela opustit Württembersko. Její strýc, ruský car Alexandr II., jí dal jako svatební dar milión rublů. Z jejich manželství se narodily tři děti:
- 1. Karel Evžen Württemberský (8. 4. 1875 Stuttgart – 11. 11. 1875 tamtéž)[2]
- 2. Elsa (1. 3. 1876 Stuttgart – 27. 5. 1936 Pfaffstätt)[3]
⚭ 1897 Albrecht Schaumburg-Lippe (24. 10. 1869 Ratibořice – 25. 12. 1942 Linec)[4]
- 3. Olga (1. 3. 1876 Stuttgart – 21. 10. 1932 tamtéž)[5]
⚭ 1898 Maxmilián Schaumburg-Lippe (13. 3. 1871 Ratibořice – 1. 4. 1904 Opatija)[6]

### Vdova
Věřin manžel zemřel nečekaně po třech letech manželství ve věku 31 let. Jako oficiální příčina smrti byl uveden pád s koně, ve skutečnosti však zemřel při souboji. Pohřben byl nejprve v kostele zámku ve Stuttgartu, později byly jeho ostatky přeneseny do kostela stuttgartského Starého zámku. Věra zůstala sama se dvěma dcerkami ve věku něco málo přes rok; již nikdy se neprovdala, třebaže ovdověla v 23 letech, a veškerý čas věnovala svým dcerám.
Po králově smrti v roce 1891 zdědila značný majetek a když o rok později zemřela královna Olga, dostala po ní Villu Berg, kam přesídlila z Akademie u zámku ve Stuttgartu, kde žila první roky manželství. Její dům byl místem setkání kulturních i rodinných. Byla považována za družnou a hovornou ženu. Byla u lidu velmi oblíbená, především proto, že se – podobně jako její teta – silně angažovala v charitativní činnosti, její aktivity v sociální oblasti byly mimořádné. Podporovala na 30 sociálních a kulturních zařízení, na něž posléze pamatovala i ve své závěti. Mezi ně v neposlední řadě patřil i jí založený Wera Heim (Věřin domov) pro neprovdané opuštěné matky – když se jednou dověděla, že jedna zoufalá matka zanechala na toaletě stuttgartského nádraží své nemluvně, rozhodla se udělat něco, co zde dosud nebylo: útočiště pro ohrožené dívky a neprovdané budoucí matky. S tímto záměrem vzbudila rozruch, ba odpor, aniž by získala podporu státu a církve. Weraheim nicméně existuje a funguje dodnes. Dále podporovala Karl-Olga-Krankenhaus (Karlova a Olžina nemocnice), Nikolauspflege pro slepé, hulánský pluk svého manžela a jeden ruský pluk, podporovala stavbu pravoslavného kostela sv. Mikuláše ve Stuttgartu aj.
Po manželově smrti zůstala žít ve Württembersku, často však jezdila do Ruska navštěvovat své příbuzné. Obvykle pobývala v petrohradském Mramorovém paláci, kde měla své apartmány. V květnu roku 1896 se se svými dvěma dcerami účastnila korunovace svého bratrance Mikuláše II. Často navštěvovala v Athénách svou sestru Olgu Konstantinovnu, řeckou královnu.
Byla velmi vzdělaná, rovněž velmi svérázná osobnost, jež otevřeně dávala najevo své mínění, což bylo v tehdejší době dosti neobvyklé. Byla hluboce nábožensky založená, s pevnými a snad až příliš přísnými zásadami – považovala například návštěvu divadla za těžký hřích. Ke konci života, v roce 1909 přestoupila z pravoslaví k luteránské víře, což se u její rodiny nesetkalo s pochopením.

Zemřela ve věku 58 let 11. dubna 1912 ve Stuttgartu, rok poté, co ji ranila mozková mrtvice. Stejně jako její manžel byla pohřbena v zámeckém kostele Starého zámku ve Stuttgartu.

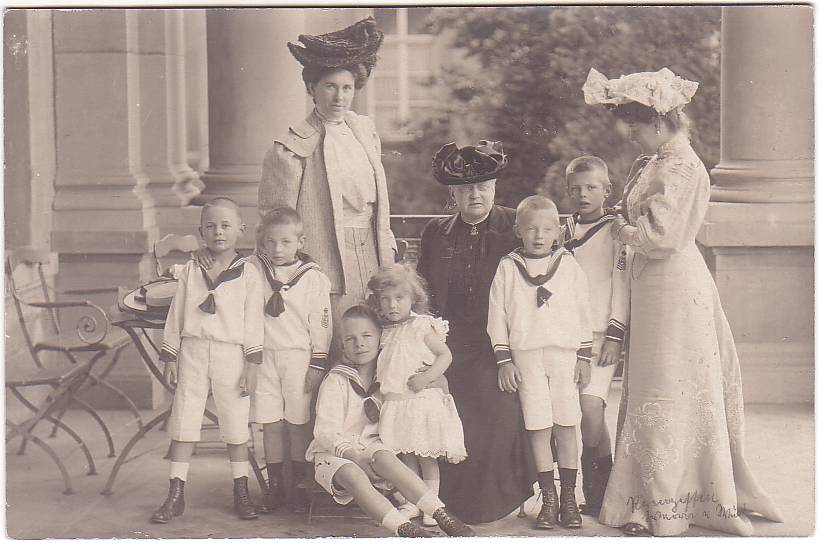
Velkokněžna Věra Konstantinovna (uprostřed) se svými dcerami Olgou (vlevo) a Elsou (vpravo) a svými vnoučat

## Vývod z předků
|                             |                                         |  |                                              |                                       |  |  |  |  |  |  |  | Petr III. Ruský |
|                             |                                         |  |                                              |                                       |  |  |  |  |  |  |  |                 |
|                             | Pavel I. Ruský                          |  |                                              |                                       |  |  |  |  |  |  |  |                 |
|                             |                                         |  |                                              |                                       |  |  |  |  |  |  |  |                 |
|                             |                                         |  |                                              | Kateřina II. Veliká                   |  |  |  |  |  |  |  |                 |
|                             |                                         |  |                                              |                                       |  |  |  |  |  |  |  |                 |
|                             | Mikuláš I. Pavlovič                     |  |                                              |                                       |  |  |  |  |  |  |  |                 |
|                             |                                         |  |                                              |                                       |  |  |  |  |  |  |  |                 |
|                             |                                         |  |                                              | Fridrich Evžen Württemberský          |  |  |  |  |  |  |  |                 |
|                             |                                         |  |                                              |                                       |  |  |  |  |  |  |  |                 |
|                             | Žofie Dorota Württemberská              |  |                                              |                                       |  |  |  |  |  |  |  |                 |
|                             |                                         |  |                                              |                                       |  |  |  |  |  |  |  |                 |
|                             |                                         |  |                                              | Bedřiška Braniborsko-Schwedtská       |  |  |  |  |  |  |  |                 |
|                             |                                         |  |                                              |                                       |  |  |  |  |  |  |  |                 |
|                             | Konstantin Nikolajevič Ruský            |  |                                              |                                       |  |  |  |  |  |  |  |                 |
|                             |                                         |  |                                              |                                       |  |  |  |  |  |  |  |                 |
|                             |                                         |  |                                              | Fridrich Vilém II.                    |  |  |  |  |  |  |  |                 |
|                             |                                         |  |                                              |                                       |  |  |  |  |  |  |  |                 |
|                             | Fridrich Vilém III.                     |  |                                              |                                       |  |  |  |  |  |  |  |                 |
|                             |                                         |  |                                              |                                       |  |  |  |  |  |  |  |                 |
|                             |                                         |  |                                              | Frederika Luisa Hesensko-Darmstadtská |  |  |  |  |  |  |  |                 |
|                             |                                         |  |                                              |                                       |  |  |  |  |  |  |  |                 |
|                             | Šarlota Pruská                          |  |                                              |                                       |  |  |  |  |  |  |  |                 |
|                             |                                         |  |                                              |                                       |  |  |  |  |  |  |  |                 |
|                             |                                         |  |                                              | Karel II. Meklenbursko-Střelický      |  |  |  |  |  |  |  |                 |
|                             |                                         |  |                                              |                                       |  |  |  |  |  |  |  |                 |
|                             | Luisa Meklenbursko-Střelická            |  |                                              |                                       |  |  |  |  |  |  |  |                 |
|                             |                                         |  |                                              |                                       |  |  |  |  |  |  |  |                 |
|                             |                                         |  |                                              | Frederika Hesensko-Darmstadtská       |  |  |  |  |  |  |  |                 |
|                             |                                         |  |                                              |                                       |  |  |  |  |  |  |  |                 |
| 'Věra Konstantinovna Ruská' |                                         |  |                                              |                                       |  |  |  |  |  |  |  |                 |
|                             |                                         |  |                                              |                                       |  |  |  |  |  |  |  |                 |
|                             |                                         |  | Arnošt Fridrich III. Sasko-Hildburghausenský |                                       |  |  |  |  |  |  |  |                 |
|                             |                                         |  |                                              |                                       |  |  |  |  |  |  |  |                 |
|                             | Fridrich Sasko-Altenburský              |  |                                              |                                       |  |  |  |  |  |  |  |                 |
|                             |                                         |  |                                              |                                       |  |  |  |  |  |  |  |                 |
|                             |                                         |  |                                              | Ernestina Sasko-Výmarská              |  |  |  |  |  |  |  |                 |
|                             |                                         |  |                                              |                                       |  |  |  |  |  |  |  |                 |
|                             | Josef Sasko-Altenburský                 |  |                                              |                                       |  |  |  |  |  |  |  |                 |
|                             |                                         |  |                                              |                                       |  |  |  |  |  |  |  |                 |
|                             |                                         |  |                                              | Karel II. Meklenbursko-Střelický      |  |  |  |  |  |  |  |                 |
|                             |                                         |  |                                              |                                       |  |  |  |  |  |  |  |                 |
|                             | Šarlota Georgina Meklenbursko-Střelická |  |                                              |                                       |  |  |  |  |  |  |  |                 |
|                             |                                         |  |                                              |                                       |  |  |  |  |  |  |  |                 |
|                             |                                         |  |                                              | Frederika Hesensko-Darmstadtská       |  |  |  |  |  |  |  |                 |
|                             |                                         |  |                                              |                                       |  |  |  |  |  |  |  |                 |
|                             | Alexandra Sasko-Altenburská             |  |                                              |                                       |  |  |  |  |  |  |  |                 |
|                             |                                         |  |                                              |                                       |  |  |  |  |  |  |  |                 |
|                             |                                         |  |                                              | Fridrich II. Evžen Württemberský      |  |  |  |  |  |  |  |                 |
|                             |                                         |  |                                              |                                       |  |  |  |  |  |  |  |                 |
|                             | Ludvík Württemberský                    |  |                                              |                                       |  |  |  |  |  |  |  |                 |
|                             |                                         |  |                                              |                                       |  |  |  |  |  |  |  |                 |
|                             |                                         |  |                                              | Bedřiška Braniborsko-Schwedtská       |  |  |  |  |  |  |  |                 |
|                             |                                         |  |                                              |                                       |  |  |  |  |  |  |  |                 |
|                             | Amálie Württemberská                    |  |                                              |                                       |  |  |  |  |  |  |  |                 |
|                             |                                         |  |                                              |                                       |  |  |  |  |  |  |  |                 |
|                             |                                         |  |                                              | Karel Kristián Nasavsko-Weilburský    |  |  |  |  |  |  |  |                 |
|                             |                                         |  |                                              |                                       |  |  |  |  |  |  |  |                 |
|                             | Jindřiška Nasavsko-Weilburská           |  |                                              |                                       |  |  |  |  |  |  |  |                 |
|                             |                                         |  |                                              |                                       |  |  |  |  |  |  |  |                 |
|                             |                                         |  |                                              | Karolína Oranžsko-Nasavská            |  |  |  |  |  |  |  |                 |
|                             |                                         |  |                                              |                                       |  |  |  |  |  |  |  |                 |